# Angry Young Men
Los Angry Young Men (jóvenes iracundos o jóvenes airados) fueron un grupo de escritores británicos de mediados del siglo XX.
Sus obras expresan la amargura de las clases bajas respecto al sistema sociopolítico imperante de su tiempo y la mediocridad e hipocresía de las clases media y alta. El mote les vino por la descripción de un agente de publicidad sobre John Osborne, cuya obra dramática Look Back in Anger de 1956, es el trabajo representativo del movimiento.
Entre los integrantes del grupo se pueden mencionar a John Wain (1925-1994), Kingsley Amis (1922-1995), Alan Sillitoe (1928-2010) y Bernard Kops (1926- ). Siendo una fuerza literaria de los años 1950, la corriente terminó marchitándose a principios de la siguiente década.

## Autores asociados a este movimiento
- Kingsley Amis
- Edward Bond
- John Braine
- Amitabh Bachchan
- Milton William Cooper
- Michael Hastings
- Thomas Hinde
- Stuart Holroyd
- Bill Hopkins
- Bernard Kops
- Philip Larkin
- John Osborne
- Harold Pinter
- Alan Sillitoe
- Kenneth Tynan
- John Wain
- Arnold Wesker
- Colin Wilson
- Samuel Beckett
- Sharman Macdonald